# Schönfließ (Lubusz)
Schönfließ (pol. Czeranowo) – wieś, od 1998 dzielnica Lubusza.
Znajduje się tu zabytkowy kościół, wybudowany w XIX wieku w stylu neoromańskim, pozostający w ruinie od 1945 r..

## Historia
W czasach rozbicia dzielnicowego w Polsce obszar stanowił część ziemi lubuskiej, a wraz z nią w różnych okresach część dzielnic śląskiej lub wielkopolskiej. Najstarsza znana wzmianka o miejscowości pochodzi z 1354. Na początku XV w. wieś przynależała administracyjnie do dekanatu rokowskiego w diecezji lubuskiej.